# Der Philosoph als Autodidakt
Der Philosoph als Autodidakt (arabisch حي بن يقظان, DMG Ḥayy ibn Yaqẓān ‚der Lebendige, Sohn des Wachenden‘, lat. Philosophus Autodidactus) ist ein philosophischer Inselroman aus dem 12. Jahrhundert von Ibn Tufail. Das Werk entstand zwischen 1169 und 1184 und demonstriert das islamische Fitra-Konzept und handelt von Ḥayy ibn Yaqẓān, der von Kindheit an alleine auf einer tropischen Insel aufwächst und von den Tieren ernährt wird. Ḥayy entwickelt sich langsam und kommt schließlich zu der höchsten für einen Menschen erreichbaren Erkenntnis.

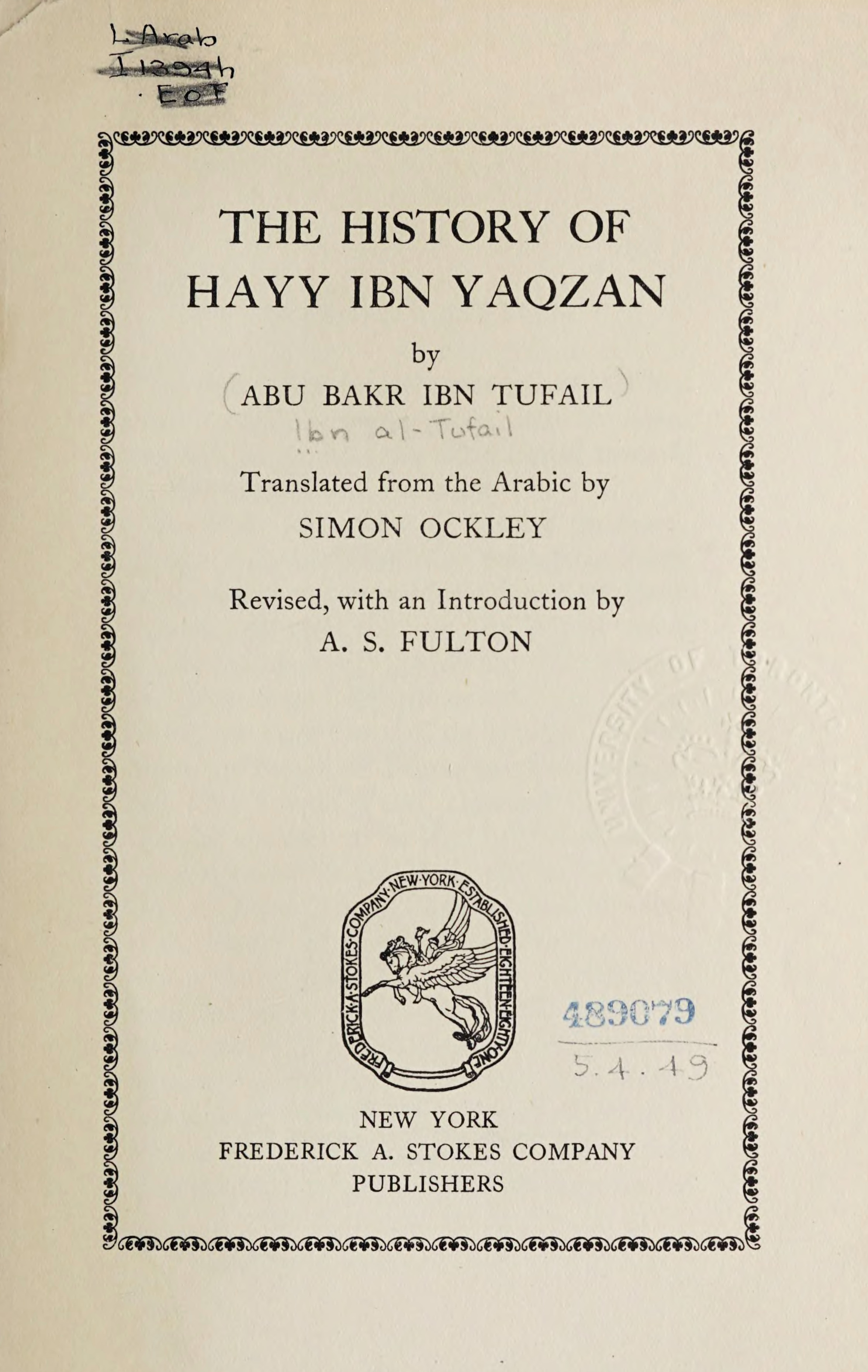
Titelseite von The History of Hayy Ibn Yaqzan. Übers. von Simon Ockley, eingeleitet von A.S. Fulton. Chapman & Hall, London 1929 (online, ohne Einleitung)

Von der gleichnamigen, um 1013 verfassten allegorischen Erzählung Avicennas wurde, wie in der arabischen und persischen Literatur des Mittelalters nicht unüblich, lediglich der berühmte Titel übernommen.

## Inhalt
Das Werk zeichnet sich durch eine hebdomadische Erzählstruktur aus, die Sieben-Jahres-Zyklen werden allerdings bisweilen nicht stringent eingehalten.
Eine der beiden Geburtsgeschichten des Titelhelden besteht in einer spontanen Generation. In dieser Version kommt
Ḥayy ohne Einwirkung von Mutter und Vater, in einem gärenden Schlamm zur Welt. Bei seiner embryonalen Entwicklung, die mit den Vorstellungen des Philosophen und Mediziners Avicenna (Ibn Sina) im Einklang steht, entsteht durch „die gestaltende Kraft des aktiven Intellekts“ zuerst das Herz, gefolgt von Gehirn und Leber.
- In der 1. Phase bis zu seinem 7. Altersjahr wird Ḥayy von einer Gazelle aufgezogen und in grundlegende Gefühle und Empfindungen wie Zuneigung und Solidarität und Überlebenstechniken wie Nahrungssuche und Selbstverteidigung eingeführt. Es ist die Zeit des kindlichen Entdeckens.
- In der 2. Phase bis zu seinem 21. Altersjahr entdeckt er selbst einige handwerkliche Techniken, so etwa den Bau einer Höhle und den Umgang mit dem Feuer. Mit dem Tod der Gazelle lernt er außerdem, dass Lebewesen nicht nur aus einem Körper, sondern auch aus einem Geist bestehen. Als die Gazelle, seine Mutter, stirbt, seziert er sie, um herauszufinden, wo das Leben hingegangen ist, und findet das Herz, wo er das Leben, einen „Hauch“ (auch: Pneuma), vermutet, das nun aber fort ist.
- In der 3. Phase bis zu seinem 28. Altersjahr beschäftigt er sich ganz mit den Fragen der Logik und Physik. Er entdeckt die Kausalität und vermutet, dass alles einen „Urgrund“ haben muss. Er beginnt Individuen von Arten, Form von Materie und Wirkungen von Ursachen zu unterscheiden. Er unterteilt seine Umwelt in Kategorien, Arten und Rassen. Aufgrund seiner Einsicht in eine Art „Urgrund“ oder allerletzte Ursache hat er schon einen Grundstein für die Erkenntnis Gottes.
- In der 4. Phase bis zum 35. Altersjahr widmet er sich der Kosmologie. Ihm wird klar, dass es für die Bewegung der Himmelskörper, ja der ganzen Welt und des Lebens metaphysische Gründe geben muss. Er sucht nach Gesetzen, die alles in der Welt regeln, und findet die Naturgesetze. Er sieht aber noch deutlicher als vorher, dass alles von irgendwo herkommen muss, und hat nur noch das Ziel, dem vollkommenen Wesen, dem Schöpfer von Himmel und Erde, näher zu kommen.
- In der 5. Phase bis zum 50. Altersjahr meditiert er, denn er sieht ein, dass das Instrument zur Erkenntnis Gottes kein instrumentelles oder sinnliches sein kann, sondern Gott selbst ähnlich sein muss. Gott darf nicht zu erkennender Gegenstand bleiben, daher muss das erkennende Subjekt sich auf eine Ebene erheben, auf der Gott sich erkennen lässt. Zur Erkenntnis wird eine Verschmelzung von Subjekt und Objekt nötig, die Erkennendes, Erkanntes und Erkenntnis zugleich ist. Ḥayy erkennt auch, dass das Leben in drei Stufen geführt werden sollte, um diese Erkenntnis zu erreichen:

1. Ähnlichkeit mit vernunftlosen Tieren
Einsicht in unmittelbare Lebensnotwendigkeiten unter Auferlegung strenger Regeln, unter anderem gutem Umweltbewusstsein: Ḥayy isst kaum Fleisch und nur reifes Obst, dessen Kerne er wieder anpflanzt (Erkenntnis der Notwendigkeit der Harmonie mit der Umwelt);
2. Angleichung an Himmelskörper
Wie im Himmel beginnt Ḥayy sich um sich selbst zu bewegen
(ähnlich den tanzenden Derwischen; Imitation Gottes);
3. Angleichung an die Attribute Gottes
Durch gänzliche Wendung zur Meditation denkt Ḥayy nur an Gott, damit ihm eine Vision der himmlischen Welt zuteilwird (Entwicklung einer asketisch-philosophischen, mystischen Lebensweise).

Als Ḥayy 50 Jahre alt ist, trifft er auf den frommen Absāl, der auf Ḥayys Insel kam, um zu meditieren. Es stellt sich heraus, dass die Bewohner der Nachbarinsel mit Ḥayy in allen wesentlichen Punkten zu den Fragen, die er schon immer mit jemandem diskutieren wollte, übereinstimmen: die Existenz Gottes, die Beschaffenheit der Welt und Bestimmung des Menschen. Ḥayy aber hat die unverhüllte Wahrheit erkannt, während sie den Menschen der Nachbarinsel durch einen Propheten, durch Anweisungen und Symbole verkündet wurde. So gehen sie auf Absāls Heimatinsel, auf der die Menschen einer „wahren Regligion“ angehören, um sie die unverhüllte Wahrheit über das Notwendig-Seiende zu lehren.
Ibn Tufail schließt mit der Bemerkung, dass zur Erkenntnis mehrere Wege möglich sind, sowohl ein eher philosophischer (wie letztlich bei Ibn Sīnā) als auch ein eher religiöser (wie bei al-Ghazālī). Sein Roman dient auch, wie im Vorwort erwähnt wird, der Symbiose dieser beider Philosophen. Weiters hält Ibn Tufail es auch für möglich, dass andere Religionen ebenfalls zur Erkenntnis gelangen können, so etwa Judentum und Christentum und nicht nur der Islam. Im Bereich der christlichen Philosophie ist es vor allem der Thomismus, der für die Vereinbarkeit von Glaube und Vernunft argumentiert.

## Wirkungsgeschichte
Im islamischen Mittelalter wurde der Roman von ʿAlā' addīn Ibn an-Nāfis parodistisch rezipiert.
Der ins Deutsche wohl am besten mit „Lebender, Sohn eines Wächters“ zu übersetzende Roman erscheint in England 1671 in einer arabischen Ausgabe mit beigegebener lateinischer Übersetzung von Edward Pococke als „Philosophus autodidactus“. Der Eintritt des Textes in die europäische Philosophie- und Literaturgeschichte ist aber möglicherweise schon früher zu datieren. Denn bereits vor Daniel Defoes Robinson Crusoe (1719) weist Baltasar Graciáns El Criticón (1651–57) einschlägige Parallelen auf. 1726 erscheint eine von Johann Georg Pritius besorgte deutsche Übersetzung mit dem Titel „Der von sich selbst gelehrte Welt⸗Weise“. Im Mai 1763 bedankt sich Moses Mendelssohn bei Gotthold Ephraim Lessing für die „Mitteilung“ des Philosophus autodidactus; die erste auf das arabische Original zurückgreifende deutsche Übersetzung wird im selben Jahr unter dem Titel „Der Naturmensch“ im Verlag von Lessings Freund Friedrich Nicolai publiziert.

## Ausgaben
- Der arabische Text auf Wikisource.
- The Living Son of the Vigilant. Übers. und hrsg. von Léon Gauthier. Catholic Press, Beirut 1936.
- Ḥayy ibn Yaqẓān li-Ibn Sīnā wa-Ibn Ṭufayl wa-Suhrawardī. Hrsg. von Aḥmad Amīn. 3. Aufl. Kairo 1966.
- Übersetzungen
  - Hayy Ibn Yaqdhan. Ein muslimischer Inselroman. Herausgegeben und bearbeitet von Jameleddine Ben Abdeljelil und Viktoria Frysak. Edition Viktoria, Wien 2007, ISBN 978-3-902591-01-2.
  - Der Philosoph als Autodidakt. Ein philosophischer Inselroman. Übers. und hrsg. von Patric O. Schaerer. Meiner, Hamburg 2004. ISBN 978-3-7873-1797-4 (mit philosophiegeschichtlicher Einleitung und Kommentar).
  - Der Ur-Robinson. Übersetzt und mit einem Nachwort versehen von Otto F. Best. Matthes & Seitz, München 1987, ISBN 3-88221-367-1.
  - The History of Hayy Ibn Yaqzan. Übers. von Simon Ockley, eingeleitet von A.S. Fulton. Chapman and Hall, London 1929 (online, ohne Einleitung; PDF-Datei; 4,6 MB).